# Liste des députés européens du Portugal de la 8e législature

Cet article présente la liste des députés européens du Portugal de la 8e législature (2014-2019).

## Liste
| Nom                                                                 | Parti | Parti                                                                                         | Groupe parlementaire européen                                  |
| ------------------------------------------------------------------- | ----- | --------------------------------------------------------------------------------------------- | -------------------------------------------------------------- |
| António Marinho e Pinto                                             |       | Parti de la Terre (jusqu'en septembre 2014) Parti démocrate républicain (depuis février 2015) | ADLE                                                           |
| José Inácio Faria                                                   |       | Parti de la Terre                                                                             | ADLE (juillet 2014 - décembre 2016) PPE (depuis décembre 2016) |
| Francisco Assis                                                     |       | Parti socialiste                                                                              | S&D                                                            |
| Maria João Rodrigues                                                |       | Parti socialiste                                                                              | S&D                                                            |
| Carlos Zorrinho                                                     |       | Parti socialiste                                                                              | S&D                                                            |
| Manuel António dos Santos (Remplace Elisa Ferreira le 28 juin 2016) |       | Parti socialiste                                                                              | S&D                                                            |
| Ricardo Serrão Santos                                               |       | Parti socialiste                                                                              | S&D                                                            |
| Ana Gomes                                                           |       | Parti socialiste                                                                              | S&D                                                            |
| Pedro Silva Pereira                                                 |       | Parti socialiste                                                                              | S&D                                                            |
| Liliana Rodrigues                                                   |       | Parti socialiste                                                                              | S&D                                                            |
| Paulo Rangel                                                        |       | Parti social-démocrate                                                                        | PPE                                                            |
| Fernando Ruas                                                       |       | Parti social-démocrate                                                                        | PPE                                                            |
| Sofia Ribeiro                                                       |       | Parti social-démocrate                                                                        | PPE                                                            |
| Carlos Coelho                                                       |       | Parti social-démocrate                                                                        | PPE                                                            |
| Cláudia Monteiro de Aguiar                                          |       | Parti social-démocrate                                                                        | PPE                                                            |
| José Manuel Fernandes                                               |       | Parti social-démocrate                                                                        | PPE                                                            |
| Nuno Melo                                                           |       | CDS – Parti populaire                                                                         | PPE                                                            |
| João Ferreira                                                       |       | Parti communiste portugais                                                                    | GUE/NGL                                                        |
| João Pimenta Lopes (Remplace Inês Zuber le 31 janvier 2016)         |       | Parti communiste portugais                                                                    | GUE/NGL                                                        |
| Miguel Viegas                                                       |       | Parti communiste portugais                                                                    | GUE/NGL                                                        |
| Marisa Matias                                                       |       | Bloc de gauche                                                                                | GUE/NGL                                                        |